# Sankt Josef
Sankt Josef é um município da Áustria, situado no distrito de Deutschlandsberg, no estado da Estíria. Tem 13,3 km² de área e sua população em 2019 foi estimada em 1.622 habitantes.